# We Are The Swallows
『We Are The Swallows』は日本プロ野球のセントラル・リーグに属する東京ヤクルトスワローズの2代目球団歌である。作詞・作曲・演奏・歌唱は林田健司。CDは2011年7月4日発売だが、市販CDの通常の販売ルートには乗らず明治神宮野球場、ヤクルト戸田球場、球団直営サイトなどで販売された。

## 解説
1975年（昭和50年）に発表されたヤクルトスワローズ(現東京ヤクルトスワローズ)の旧球団歌「とびだせヤクルトスワローズ」に代わり、ヤクルト球団創設40周年を記念して東京ヤクルトスワローズの大ファンである林田健司の楽曲提供で作成された（ヤクルトスワローズへの改称以降では）2代目の球団歌である。セントラル・リーグの球団歌としては2015年に発表された中日ドラゴンズの3代目球団歌「昇竜 -いざゆけ ドラゴンズ-」に次いで2番目に新しい。
1軍のホームグラウンドである明治神宮野球場、2軍のヤクルト戸田球場、および東京ヤクルトスワローズ主催の地方球場で試合に勝利したときに演奏される。また、東京ヤクルトスワローズの応援団は試合中の打者進塁時に当曲のサビ部分を演奏している。
2015年10月2日はリーグ優勝、10月17日はセ・リーグクライマックスシリーズの優勝でWe Are The Swallowsのプロモーションビデオに流れていた。

## 収録歌
1. We Are The Swallows
2. We Are The Swallows (short ver.)
3. We Are The Swallows (inst.ver.)

## 関係項目
- 東京音頭